# Coronavirus humano 229E
El coronavirus humano 229E (HCoV-229E, de Human Coronavirus 229E) es una especie de virus ARN monocatenario de sentido positivo del género Alphacoronavirus (subfamilia Orthocoronavirinae, de la familia Coronaviridae, del orden Nidovirales). Junto con el coronavirus humano OC43, se encuentra entre los virus responsables del resfriado común.

## Transmisión
HCoV-229E se transmite a través de la respiración por gotitas de Flugge y en contacto con superficies contaminadas.

## Señales y síntomas
HCoV-229E está asociado con una variedad de síntomas respiratorios, que van desde el resfriado común hasta resultados de alta morbilidad, como neumonía y bronquiolitis.[cita requerida] También se encuentra entre los coronavirus codificados con mayor frecuencia con otros virus respiratorios, particularmente con el virus sincitial respiratorio humano (HRSV).

## Virología
El HCoV-229E es uno de los siete coronavirus conocidos que infectan a los seres humanos. Los otros seis son: 
- Coronavirus humano NL63 (HCoV-NL63)
- Coronavirus humano OC43 (HCoV-OC43)
- Coronavirus humano HKU1 (HCoV-HKU1)
- Coronavirus relacionado con el síndrome respiratorio de Oriente Medio (MERS-CoV)
- Coronavirus causante del síndrome respiratorio agudo severo (SARS-CoV-1)
- Síndrome respiratorio agudo severo coronavirus 2 (SARS-CoV-2)

## Epidemiología
HCoV-229E es uno de los siete coronavirus humanos que incluyen HCoV-NL63, HCoV-OC43 y HCoV-HKU1 y se encuentran en todo el mundo. Sin embargo, los virus se detectaron en diferentes partes del mundo en diferentes épocas del año.